# Kinrara-Nationalpark
Der Kinrara-Nationalpark (englisch Kinrara National Park) ist ein 75 Quadratkilometer großer Nationalpark  im australischen Bundesstaat Queensland.

## Lage
Der Park befindet sich 150 Kilometer südwestlich von Innisfail und 230 Kilometer nordwestlich von Charters Towers auf der Höhe von Hinchinbrook Island und etwa 150 Kilometer von der Küste entfernt. Es gibt weder Zufahrtsstraßen noch Besuchereinrichtungen.

## Landesnatur
Wie auch der bekanntere Undara-Volcanic-Nationalpark liegt der Kinrara-Nationalpark im Gebiet der McBride Volcanic Province. Seine geologischen Formationen gehen auf vulkanische Aktivitäten vor 7,8 Millionen bis 2,7 Millionen Jahre zurück. Der über 700 Meter hohe Kinraravulkan im Nordteil des Parks ist der jüngste in der McBride Province, er geht auf eine Eruption vor 20.000 bis 50.000 Jahren zurück. Der Krater ist bis zu 60 Meter tief, hat einen Durchmessern von 400 Metern und besteht aus Basenit.